# Thierry Réchou
Pas d'image ? Cliquez ici

a Compétitions nationales et continentales officielles uniquement.

Thierry Réchou, né le 2 septembre 1970, est un joueur français de rugby à XV évoluant au poste de talonneur.

## Biographie
Thierry Réchou pratique le rugby à XV sous les couleurs de l'US Dax,,, qu'il quitte à l'intersaison 2005. Pendant sa carrière sportive, il a également porté le maillot de l'AS Ondres.
Après sa carrière de joueur, il entraîne entre autres les espoirs de l'US Dax.